# Salo W. Baron

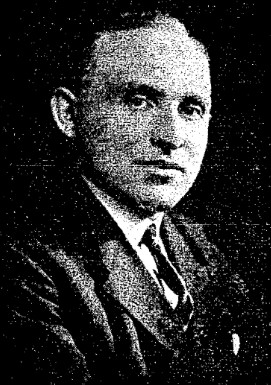
Salo Wittmayer Baron (1938)

Salo Wittmayer Baron, auch Shalom Baron und Salo Baron (geboren 26. Mai 1895, in Tarnów, Österreich-Ungarn; gestorben 25. November 1989 in New York), war ein austroamerikanischer Historiker. Von 1930 bis zu seiner Pensionierung 1963 lehrte er an der Columbia University.

## Leben
Baron stammte aus einer wohlhabenden Familie in Tarnów, sein Vater war Besitzer einer Bank und Vorsteher der dortigen jüdischen Gemeinde, die damals 16.000 Mitglieder zählte. Seine Muttersprache war Polnisch, aber er sprach etwa 20 weitere Sprachen, darunter Jiddisch, Hebräisch, Englisch und Französisch. Salo erhielt sowohl eine humanistische als auch eine jüdische Ausbildung. Bis zum Alter von 17 Jahren wurde er acht Jahre lang von Privatlehrern unterrichtet. 1913 schloss er das Gymnasium in Krakau ab und studierte ein Jahr an der Jagiellonen-Universität. 1914 zog er nach Wien, wo er an der dortigen Universität studierte und in Philosophie (1917), Politikwissenschaft (1922) und Recht (1923) promovierte. 1920 wurde er vom Jüdischen Theologischen Seminar in Wien als Rabbiner ordiniert. Von 1919 bis 1926 unterrichtete er Geschichte am Jüdischen Pädagogium Wien. Auf Einladung von Stephen Wise zog er nach New York, wo er von 1927 bis 1930 am Jewish Institute of Religion als Lehrer und anschließend bis 1963 als Professor an der Columbia University tätig war. Er gilt als Begründer der Jüdischen Studien in den USA (Jewish Studies).
Baron übernahm zahlreiche leitende Funktionen im öffentlichen und akademischen Bereich. Er war unter anderem von 1953 bis 1955 Präsident der American Jewish Historical Society. Er war Gründer und Präsident der Jewish Cultural Reconstruction Corporation in Wiesbaden, die sich nach dem Zweiten Weltkrieg mit der Suche und der Rückforderung von Bibliotheken und weiteren Kulturschätzen befasste, welche von den Nationalsozialisten beschlagnahmt worden waren. In dieser Rolle arbeitete er eng mit Hannah Arendt zusammen. 1964 wurde er in die American Academy of Arts and Sciences gewählt.
Nach dem Krieg leitete Baron die Jewish Cultural Reconstruction, Inc., eine Organisation, die sich seit 1947 zur Aufgabe gemacht hatte, nun besitzloses ehemals jüdisches Eigentum in Europa zu sammeln, zu systematisieren und an israelische und US-amerikanische Bibliotheken, Archive und Museen zu verteilen. 
1961 sagte Professor Baron im Fall Adolf Eichmann in Jerusalem aus. Baron erklärte den historischen Hintergrund zur Shoa gegen die Juden.

## Intellektuelles Schaffen
Laut Yosef Hayim Yerushalmi, Nachfolger von Salo W. Baron als Professor für jüdische Geschichte, Kultur und Gesellschaft an der Columbia University von 1980 bis 2008, war Baron "der größte jüdische Historiker des 20.Jahrhunderts". Besonders sein Lebenswerk A Social and Religious History of the Jews (Columbia University Press), ein Projekt, das mit einer Vorlesungsreihe in Columbia begann, und sich schnell in einen dreibändigen Überblick jüdischer Geschichte entwickelte, zählt zu diesen großen Errungenschaften.
Baron steht auch heute in der jüdischen Geschichtsschreibung für eine vehemente Abwehr sogenannter weinerlicher („lachrymose“), auf das Leiden in der jüdischen Diaspora fokussierter, Geschichtsschreibung. Diese Schule wird häufig mit Heinrich Graetz in Verbindung gebracht, der als früher jüdischer Historiker Leid als zentrales und historisch kontinuierliches Element herausarbeitete. Baron leitete eine kritische Forschung ein, in seinen Augen war "Leid Teil des Schicksals [der Juden], aber genauso wiederholte Freude genauso wie schlussendliche Erlösung."
Professor Barons Projekt war es, religiöse Dimensionen jüdischer Geschichte in ein vollständigeres Bild jüdischen Lebens zu integrieren. Gleichsam sah er jüdische Geschichte nicht losgelöst, sondern als Teil der größeren Geschichte und Gesellschaft, in welchen Juden lebten und wirkten.

## Erinnerung
Zu seiner Erinnerung erhielt der Lehrstuhl für Jüdische Geschichte an der Columbia University den Namen Salo Wittmayer Baron Professur. Gegenwärtige Inhaberin ist Elisheva Carlebach.

## Schriften (Auswahl)
- Judenfrage auf dem Wiener Kongress, 1920
- The Jewish Community (3 Bände, 1942)
- Modern Nationalism and Religion, 1947
- Jews of the United States, 1790–1840: A Documentary History (herausgegeben mit Joseph L. Blau, 3 Bände, 1963)
- Russian Jews Under Tsars and Soviets, 1964
- A Social and Religious History of the Jews (1937; 27 Bände, 2. Ausgabe 1952–1983)
- History and Jewish Historians, 1964
- Nahum Goldmann Hg.: Deutsche und Juden. Hauptreferate auf dem Jüdischen Weltkongress 1966. Reihe: Edition Suhrkamp 196. Beitr. von Gershom Scholem, Golo Mann, Salo W. Baron, Eugen Gerstenmaier und Karl Jaspers. Suhrkamp, Frankfurt 1967 ISBN 3-518-10196-X

## Notizen
1. ↑  Boyd, Kelly, ed. Encyclopedia of Historians and Historical Writers (Rutledge, 1999) 1:75-76
2. ↑  Salo Baron, Dead at 94, Acclaimed As Era's Greatest Jewish Historian. In: Jewish Telegraphic Agency. Abgerufen am 7. Juni 2025 (amerikanisches Englisch).
3. ↑  Laurence E. Balfus: Salo Baron. 2000, abgerufen am 30. November 2016 (englisch).
4. 1 2  Peter Steinfels, "Salo W. Baron, 94, Scholar of Jewish History, Dies," New York Times, November 26, 1989.
5. ↑  Michael Brenner: "Jüdische Geschichte so schreiben wie jede andere Geschichte". Abgerufen am 7. Juni 2025 (österreichisches Deutsch).
6. ↑  Robert Liberles: Salo Wittmayer Baron: Architect of Jewish History. New York University Press, 1995, S. 117–118. ISBN 0-585-33140-5.
7. ↑  Carlebach, Elisheva, abgerufen am 22. Dezember 2020
8. ↑  In der Primärliteratur des Buchs sind 19 Essays Barons von 1928 bis 1977 verzeichnet

| Personendaten    | Personendaten                                                          |
| ---------------- | ---------------------------------------------------------------------- |
| NAME             | Baron, Salo W.                                                         |
| ALTERNATIVNAMEN  | Baron, Salo Wittmayer (vollständiger Name); Baron, Shalom; Baron, Salo |
| KURZBESCHREIBUNG | austroamerikanischer Historiker                                        |
| GEBURTSDATUM     | 26. Mai 1895                                                           |
| GEBURTSORT       | Tarnów, Königreich Galizien und Lodomerien, Österreich-Ungarn          |
| STERBEDATUM      | 25. November 1989                                                      |
| STERBEORT        | New York City, New York, Vereinigte Staaten                            |